# اقتراع ثلاثي
إن الاقتراع الثلاثي (ThreeBallot) هو بروتوكول تصويت اخترعه رون ريفست. وهو نظام التصويت الطولي القابل للتدقيق الذي يمكن، من حيث المبدأ، تنفيذه على الورق. وكان الهدف من تصميمه توفير بعض الفوائد من نظام التصويت المشفر دون استخدام التشفير.
قد يكون من الصعب التحقق من الصوت وأن يكون مجهولاً على حد سواء. يحاول نظام الاقتراع الثلاثي حل هذه المشكلة من خلال إعطاء كل ناخب ثلاثة اقتراعات: واحد قابل للتحقق واثنان مجهولان. ويختار الناخب أي اقتراع قابل للتحقق ويحافظ على هذا السري؛ وحتى لا يعلم من يصوت ضده بتصويته، هناك فرصة تمثل الثلث من أن يتم اكتشاف الناخب وهو يدمر أو يغير أي اقتراع واحد. ويضطر الناخب إلى جعل اثنين من الاقتراعات الثلاثة يلغي كل منهما الآخر، حتى يمكنه التصويت مرة واحدة فقط.

## الأهداف
تتضمن أهداف هذا النظام النظري ما يلي:
1. تصويت كل ناخب هو سر، مما يمنع بيع الأصوات أو الإجبار على التصويت.
2. يمكن لكل ناخب التحقق من أن صوته لم يتم التخلص منه، وأنه تم استخدامه بشكل صحيح ولم يتم تغييره، في حساب نتيجة الانتخابات. (وإذا لم يحدث، يكون الناخب في موقف لـإثبات أن محصيّ الأصوات يغشون.)
3. يستطيع كل شخص التحقق من أنه تم حساب نتيجة الانتخابات بشكل صحيح.
4. يمكن للجميع التحقق من أنه لم تتم إضافة «ناخبين» وهميين وأن القائمة الكاملة بأسماء الناخبين معروفة علنًا.
5. تم تصميم هذه الطريقة للاستخدام مع بطاقات الاقتراع الورقية وتتطلب أجهزة ذات تكنولوجيا منخفضة في المقام الأول، ولكنها تتوافق مع التقنيات الأكثر تقدمًا.

## الطريقة
في نظام التصويت بالاقتراع الثلاثي، يُعطى الناخبون ثلاثة اقتراعات فارغة، متطابقة باستثناء معرف فريد. وللتصويت من أجل مرشح يجب على الناخب اختيار هذا المرشح في اثنين من الاقتراعات الثلاثة. أما للتصويت ضد مرشح (وهو ما يعادل ترك الاقتراع فارغًا في أنظمة أخرى) يجب على الناخب اختيار هذا المرشح في اقتراع واحد بالضبط. لا يمكن ترك أي مرشح فارغًا في نظام التصويت بالاقتراع الثلاثي، ولا يمكن اختيار أي مرشح في كل الاقتراعات الثلاثة — يجب أن يتم تنفيذ هذا الأمر من قبل سلطة موثوقة، والتي قد تكون بعض الأجهزة الميكانيكية لمنع الغش بالتصويت المتعدد. لأن التصويت لصالح المرشح لا يمكن بالضرورة تمييزه عن التصويت ضده بمجرد إتمامه، فإن الغش بالتصويت المتعدد من شأنه أن يسهل مبادلة الأصوات ولن يتم كشفه بالضرورة عند التحقق من حساب الأصوات.
في مركز الاقتراع، ينسخ الناخب نسخة من اقتراعاته الثلاثة.
ثم يتم وضع الثلاثة اقتراعات الأصلية في صندوق الاقتراع.
ويحافظ الناخب على النسخة كإيصال.
في نهاية الانتخابات، يتم نشر جميع بطاقات الاقتراع. ويكون لكل اقتراع معرف فريد. ويمكن لكل ناخب التأكد من أن تصويته قد تم حسابه من خلال البحث عن المعرف الموجود على إيصاله بين بطاقات الاقتراع المنشورة. ومع ذلك، لأن الناخب يختار أي واحدة من بطاقات الاقتراع يحصل عليها كإيصال، يمكنه اتخاذ الترتيبات كي يحمل إيصاله أي مزيج من العلامات. وبالتالي، لا يمكن للناخبين أن يثبتوا للطرف الآخر من قاموا بالتصويت له، مما يقضي على بيع الأصوات أو الإكراه على التصويت، وغير ذلك. ويناقش ريفست المزايا والعيوب الأخرى في ورقته.
.
وجد الاختبار الميداني أن نظام التصويت بالاقتراع الثلاثي به مشاكل كبيرة خاصة بالخصوصية والأمان وسهولة الاستخدام. ومع ذلك، كانت النسخة الإلكترونية التي تعالج مثل هذه المشكلات قد تم اقتراحها من قبل كوستا وآخرين.